# Cymbopetalum rugulosum
Cymbopetalum rugulosum N.A.Murray – gatunek rośliny z rodziny flaszowcowatych (Annonaceae Juss.). Występuje endemicznie w Panamie. 

## Morfologia
PokrójZimozielone drzewo lub krzew dorastające do 2–5 m wysokości.
LiścieMają kształt od eliptycznego do odwrotnie lancetowatego. Mierzą 6,2–30 cm długości oraz 3,2–10 cm szerokości. Nasada liścia jest klinowa. Liść na brzegu jest całobrzegi. Wierzchołek jest spiczasty. Ogonek liściowy jest owłosiony i dorasta do 3–8 mm długości.
KwiatyZebrane w pęczki. Rozwijają się w kątach pędów lub bezpośrednio na gałęziach (kaulifloria). Działki kielicha mają owalny kształt i dorastają do 6 mm długości. Płatki mają owalny kształt i osiągają do 15–28 mm długości. Kwiaty mają 10–17 słupków.
OwocePojedyncze. Osiągają 21–38 mm długości.

## Biologia i ekologia
Rośnie w lasach. Występuje na wysokości do 900 m n.p.m.